# Fenghuang (köping i Kina, Hubei)
Fenghuang är en köping i Kina. Den ligger i provinsen Hubei, i den centrala delen av landet, omkring 59 kilometer nordost om provinshuvudstaden Wuhan. Antalet invånare är 23 188. Befolkningen består av 11 338 kvinnor och 11 850 män. Barn under 15 år utgör 14,0 %, vuxna 15-64 år 75 %, och äldre över 65 år 10,0 %.
Genomsnittlig årsnederbörd är 1 738 millimeter. Den regnigaste månaden är juli, med i genomsnitt 284 mm nederbörd, och den torraste är december, med 27 mm nederbörd.